# 1928 au Canada
Pour un article plus général, voir Chronologie du Canada.
Cet article traite des événements qui se sont produits durant l'année 1928 au Canada.

## Événements

### Politique
- La Cour suprême du Canada détermine que les femmes ne sont pas des individus à part entière d'après la constitution britannique.

- 18 juillet : élection générale britanno-colombienne. Le Parti conservateur de la Colombie-Britannique dirigé par Simon Fraser Tolmie remporte cette élection.

- Le dominion de Terre-Neuve adopte  ses armoiries.

### Sport

#### Jeux olympiques d'hiver de 1928
- l'équipe canadienne remporte la médaille d'or au hockey sur glace.

#### Jeux olympiques d'été de 1928
- Percy Williams remporte la médaille d'or pour le 100 mètres et le 200 mètres.

### Économie
- Construction du Chemin de fer de la Baie d'Hudson reliant Regina à Churchill (fin en 1931).
- Établissement de Pratt & Whitney Canada à Longueuil.

### Science
- 13 avril : l'allemand Ehrenfried Günther von Hünefeld traverse le premier l'Atlantique en aéroplane de l'Europe vers l'Amérique. Il atterrit en catastrophe sur l'Île Greenly à la frontière de Terre-Neuve et du Québec.

### Culture
- Recueil de poésie Patrie intime de Nérée Beauchemin.

### Religion
- Joseph-Guillaume-Laurent Forbes est nommé archevêque d'Ottawa.
- Georges-Alexandre Courchesne devient évêque de l'Archidiocèse de Rimouski.

## Naissances
- 13 février : Gerald Regan, premier ministre de la Nouvelle-Écosse.
- 9 mars : Gerald Bull, ingénieur.
- 12 mars : Thérèse Lavoie-Roux, politicienne et sénatrice provenant du Québec.
- 17 mars : William John McKeag, lieutenant-gouverneur du Manitoba.
- 31 mars : Marion Dewar, maire d'Ottawa.
- Gordie Howe, joueur de hockey sur glace.
- 17 avril : Fabien Roy, homme d'affaires et homme politique québécois.
- 4 mai : Maynard Ferguson, chef d'orchestre de jazz.
- 7 mai : Bruno Gerussi, acteur et réalisateur.
- 9 mai : Barbara Ann Scott, patineuse artistique.
- 23 mai : Pauline Julien, Auteure-Compositrice interprète, actrice.
- 8 juin : Bobby Kromm, entraîneur en chef de la Ligue nationale de hockey.
- 17 juillet : Robert Nixon, vice-premier ministre de l'Ontario.
- 26 juillet : Peter Lougheed, premier ministre de l'Alberta.
- 1er août : Charles Gonthier, juge.
- 5 août : Heward Grafftey, avocat et politicien.
- 11 août : Amulette Garneau, comédienne.

## Décès
- Benjamin Alexander Scott, homme d'affaires.
- Février : Sylva Clapin, auteur.